# Ippolito Giani
Ippolito Giani, detto Ito (Varese, 8 settembre 1941 – Varese, 28 settembre 2018), è stato un velocista italiano, oro con la staffetta 4×100 m alla V Universiade del 1967, ove pure conquista due bronzi a livello individuale.

## Biografia
Duecentista di buon livello, oltre ai successi con la staffetta, annovera in carriera anche la vittoria sui 200 metri piani ai V Giochi del Mediterraneo del 1967 ed un titolo nazionale nello stesso anno.
Si ritirò nel 1969 dopo essere stato coinvolto in un incidente motociclistico che lo fece rimanere in coma per alcuni giorni.

## Palmarès
| Anno | Manifestazione          | Sede     | Evento            | Risultato   | Prestazione | Note  |
| ---- | ----------------------- | -------- | ----------------- | ----------- | ----------- | ----- |
| 1964 | Giochi olimpici         | Tokyo    | 100 m             | elim. batt. | 10"6        |       |
| 1966 | Europei                 | Budapest | 100 m             | 5º          | 10"7        | [ 3 ] |
| 1967 | Universiadi             | Tokyo    | 100 m             | Bronzo      | 10"7        | [ 4 ] |
| 1967 | Universiadi             | Tokyo    | 200 m             | Bronzo      | 21"3        | [ 4 ] |
| 1967 | Universiadi             | Tokyo    | Staffetta 4x100 m | Oro         | 39"8        |       |
| 1967 | Giochi del Mediterraneo | Tunisi   | 200 m             | Oro         | 21"1        | [ 5 ] |
| 1967 | Giochi del Mediterraneo | Tunisi   | Staffetta 4x100 m | Oro         | 40"65       | [ 5 ] |

## Campionati nazionali
- ai Campionati italiani assoluti di atletica leggera, 200 metri piani (1967)[6]